# David Thompson (író)
David Thompson (1956. szeptember 29. –) amerikai író, drámaíró és producer. Legismertebb színházi produkciói közé tartozik a Chicago, a The Scottsboro Boys, a Broadway hercege és a New York, New York .
Thompson az illinoisi La Grange-ban született, és a Lyons Township High Schoolba járt, majd a Northwestern Egyetem újságírói karán szerzett diplomát. Jelenleg  a New Jersey állambeli Millburnben él.

## Korai évek
Két iskolai tanár fiaként, Thompson először családja nyári színházi társulatán, a Colorado állambeli Grand Lakeben található a The Troupe-on (jelenleg Rocky Mountain Repertory Theatre néven üzemel) keresztül került először kapcsolatba a színházzal. A The Troupe (amit az apja, David L. Thompson alapíított) főként musicaleket mutatott be, ezek készítésében Thompson és öt testvére is részt vett.
A Northwestern Egyetem elvégzése után Thompson Chicagóban telepedett le és a St. Nicholas Theatreben, valamint a város polgármesteri hivatalában dolgozott. Ezután New Yorkba költözött, ahol a Circle Repertory Theatrenél kezdte pályafutását.

## Karrier
BROADWAY ÉS WEST END
- 1997 : Chicago
- 1997 : Steel Pier
- 2001 : Thou Shalt Not (Lincoln Center)
- 2011 : The Scottsboro Boys
- 2014 : The Scottsboro Boys
- 2017 : Broadway hercege
- 2020 : Rags zene: Charles Strousse, szöveg: Stephen Schwartz, London's Park Theater
- 2023 : New York, New York

OFF-BROADWAY/ REGIONÁLIS ELŐADÁSOK
- 1988 : Flora, the Red Menace (Vineyard Theatre)
- 1990 : Nercbanda (Chichesteri Fesztivál)
- 1991–1992 : And the World Goes ‘Round (Westside Theater)
- 1991–2019 : Karácsonyi ének (McCarter Színház)
- 2018 : The Beast in the Jungle (Vineyard Theatre)

A PBS TELEVÍZIÓADÓNAK KÉSZÍTETT MŰSORAI
- 1992 : Sondheim – A Celebration at Carnegie Hall (író)
- 1998 : Razzle Dazzle, The Music of Kander and Ebb (író)
- 2018 : Harold Prince – the Director’s Life (társproducer, író)

A Carnegie Hallban alkotott munkái
- 1999 : My Favorite Broadway/The Leading Ladies (író)
- 2011 : James Taylor's „Perspective Series” (producer, író)

## Fordítás
Ez a szócikk részben vagy egészben  a   David Thompson (writer) című angol Wikipédia-szócikk fordításán alapul.  Az eredeti cikk szerkesztőit annak laptörténete sorolja fel. Ez a jelzés csupán a megfogalmazás eredetét és a szerzői jogokat jelzi, nem szolgál a cikkben szereplő információk forrásmegjelöléseként.